# Kili-sziget
A Kili-sziget (ismert Kili-atoll néven is) egy 0,93 km²-es sziget a Csendes-óceánon. A Marshall-szigetek egyike, a Rallik lánc tagja.
Kili 1948. november 2-áig lakatlan sziget volt, amikor is az USA idetelepítette a Bikini-atoll lakóit, amíg azt a szigetet nukleáris kísérletek céljára használták.
Kilinek nincs lagúnája, nem védi korallzátony. A szigetet évente négy hónapig hajóval nem lehet megközelíteni, mivel ekkor a tengeri szelek nagyon erősek, vihar erejűek. Fő mezőgazdasági terményük a kopra (a kókuszdió szárított húsa). Az USA nemzetközi megállapodás alapján évente minden lakosnak 15 dollárt fizet.

## Külső hivatkozások
- bikiniatoll.com – A Bikini szigetről származók története és státuszuk
- Digital Micronesia-An Electronic Library & Archive
- oceandots.com